# Обдарована дитина
«Обдарована дитина» — український журнал.

## Історія та зміст
Заснували в 1997 році в Києві НАПНУ, Міністерство освіти і науки України та Товариство психологів України. Матеріали друкували українською мовою 10 разів на рік. Тираж 2 тисячі примірників. 
Основною тематикою були психологічно-педагогічні аспекти виявлення та розвитку обдарувань дітей та молоді, зокрема огляд актуальних питань, розробок, технологій та методик. 
Містив рубрики: «Теоретичний розділ», «З досвіду роботи», «Зарубіжний досвід», «Дошкільне виховання», «Готуємося до школи», «Дошкільна психологія і педагогіка», «Початкова освіта», «Позашкільна освіта», «Проблеми виховання», «Інноваційні технології в освіті», «Школа педагога та психолога», «Творча майстерня», «Батьківський куточок», «Видатні люди України».
Головним редактором з 1997 року був О. Губенко.
Видання припинено в 2014 році.